# Biesen (Detmold)
Biesen ist ein zum Ortsteil Barkhausen gehörender Weiler der lippischen Stadt Detmold in Nordrhein-Westfalen in Deutschland.

## Geographie

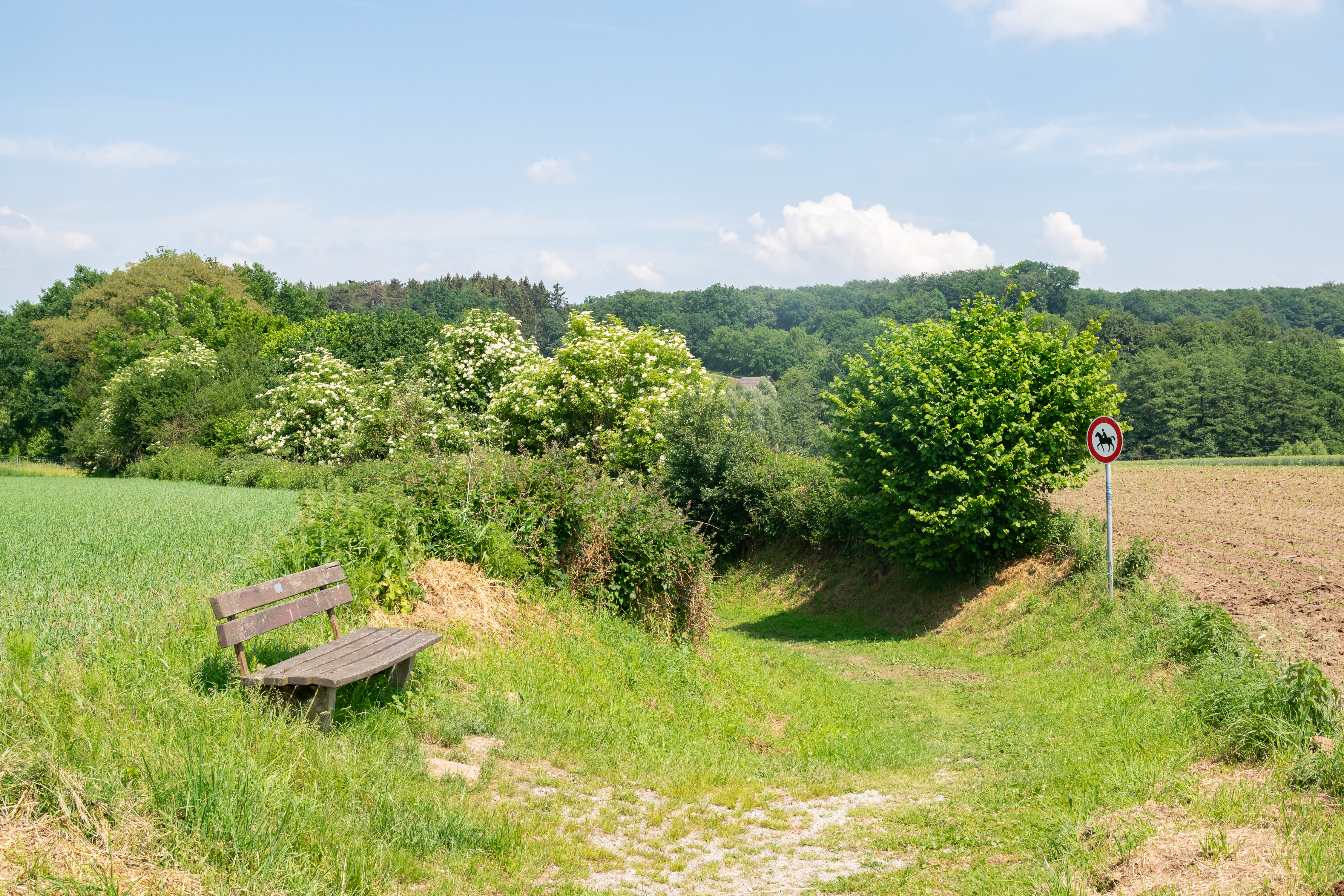
Hohlweg südlich der Bieser Höfe

### Geographische Lage
Der Weiler liegt rund sechs Kilometer nordöstlich der Detmolder Stadtmitte, zwischen Barkhausen im Nordwesten, dem Lemgoer Ortsteil Wiembeck im Norden, dem zu Blomberg gehörenden Ortsteil Kleinenmarpe im Osten sowie Mosebeck im Süden.

### Gewässer
Durch Biesen fließt die Passade, die im Lemgoer Ortsteil Voßheide von links in die Bega mündet.

### Schutzgebiete
Südlich von Biesen ist das Naturdenkmal Hohlweg südlich der Bieser Höfe und westlich vom Weiler das Landschaftsschutzgebiet Bachtäler westlich Biesen ausgewiesen.

## Geschichte
Biesen wurde 826 als Bisihus(un) erstmals schriftlich erwähnt.
Im Laufe der Jahrhunderte sind folgende Versionen ebenfalls als Ortsnamen belegt: Bisenhusen (1139, im Urbar Marienmünster), Byschůsen (1349, im Urbar Hardehausen), Bysenhůsen (1348, im Urbar Hardehausen), Bizehuzen und Byshusen (1365), Bisenhusen (1420), Bischusen (1427, im Urbar Hardehausen), Bisehuse (1430), Bysen (1467, im Landschatzregister), Bysenn (1535), Bisen (1590), Byßen (um 1614, im Salbuch), Bießen (1618, im Landschatzregister), Biesenhausen (1636, im Urbar Hardehausen) sowie Biesen (ab etwa 1758).
Seit der Neugliederung des Kreises Detmold, die am 1. Januar 1970 in Kraft trat,
bilden die ehemaligen Bauerschaften Biesen, Obernhausen und Barkhausen den Detmolder Ortsteil Barkhausen. Der Kreis Detmold ging am 1. Januar 1973 im Zuge der nordrhein-westfälischen Kreisreform im Rahmen des Bielefeld-Gesetzes durch Vereinigung mit dem Kreis Lemgo im heutigen Kreis Lippe auf.

## Wirtschaft und Infrastruktur

### Öffentlicher Nahverkehr
In Biesen gibt es den Anruf-Sammel-Taxi-Haltepunkt „Meierteich“ sowie eine Schulbushaltestelle.